# 인도 이름
인도 이름은 오랜 역사와 전통을 자랑하는 나라로 사람의 이름 또한 매우 다채롭다. 인도는 다민족, 다언어, 다종교 국가이므로, 이름도 지역, 언어, 종교와 이어지는 것이 많고 인도의 신분제인 카스트도 반영된다.

## 종교에 따른 이름

### 힌두 이름
힌두교를 믿는 힌두들은 성과 이름은 반드시 있고 가운데 이름(미들네임)은 있기도 하고 없기도 하다.(마하라슈트라 주나 구자라트 주 같은 지역에서는 아버지의 이름이 자녀의 가운데 이름이 된다) 간디의 풀네임은  모한다스 카람찬트 간디(Mohandas Karamchand Gandhi)인데, 카람찬트가 간디 아버지의 이름이고, 간디 아들의 가운데 이름은 모한다스가 된다.
한편  스와미 비베카난트(Swami Vivekanand)와 같이 성은 쓰지 않고 이름과 가운데 이름만 쓰기도 하는데, 이것은 유럽문화의 영향이다. 힌두 여성은 결혼하면, 성을 남편성으로 바꾼다.

### 시크 이름
시크교를 믿는 시크인들은 이름을 지을 때 보통 인도의 고전어인 산스크리트어나 페르시아어 이름에서 따온다. 남녀평등사상에 따라 남녀에 따른 별도의 구분은 없으나, 편의상 남자에게는 사자와 같은 용맹한 마음이란 뜻의 Singh을 붙이고 예)Mahindar Singh Bawa 여자에겐 공주란 뜻의 Kaur를 이름과 성 사이에 붙여준다. 예)Mahindar Kaur Bawa.